# Urs Hofmann

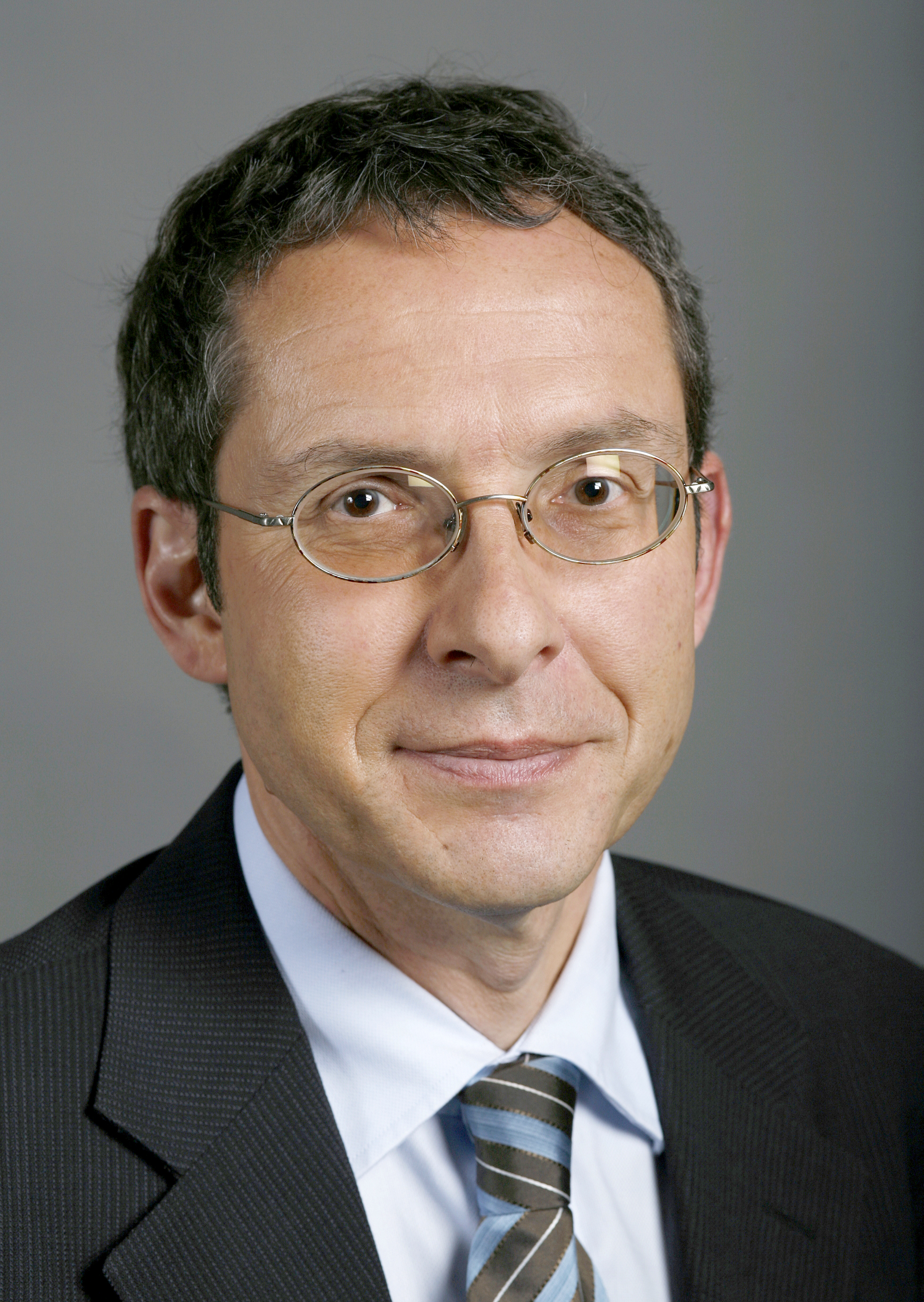
Urs Hofmann (2007)

Urs Alfred Hofmann (* 27. November 1956 in Aarau) ist ein Schweizer Politiker (SP). Er war von 1999 bis 2009 Nationalrat und von 2009 bis 2020 Regierungsrat des Kantons Aargau.

## Biografie
Nach Abschluss des Jurastudiums an der Universität Zürich arbeitete Hofmann zunächst als Assistent an der Universität, nach seiner Doktorarbeit als Sachbearbeiter im Baudepartement des Kantons Aargau. 1990 nach Erhalt des Notariatspatentes eröffnete er ein Anwalts- und Notariatsbüro in Aarau.
Als Vorstandsmitglied der SP Aarau begann er seine politische Karriere. Von 1986 bis 1996 war er Stadtrat von Aarau, ab 1990 für ein Jahr in der Funktion des Vizeammanns. 1997 wurde er in den Aargauer Grossen Rat gewählt und 1999 zu dessen Präsidenten. Bei den Nationalratswahlen im selben Jahr wurde er in den Nationalrat gewählt und trat aus dem Grossen Rat zurück. Im Nationalrat wurde er Mitglied der Finanzkommission des Nationalrats und der Finanzdelegation der eidgenössischen Räte. Während zwei Jahren präsidierte er die Finanzdelegation. Hofmann wurde am 30. November 2008 in die Aargauer Kantonsregierung gewählt. Sein Amt als Vorsteher des Departementes Volkswirtschaft und Inneres trat er am 1. April 2009 an. Per 2. März 2009 trat Hofmann infolge seiner Wahl in den Aargauer Regierungsrat aus dem Nationalrat zurück. 2011/2012 sowie 2015 und 2019 war Hofmann Landammann des Kantons Aargau. Von 2018 bis 2020 war er Präsident der Konferenz der Kantonalen Justiz- und Polizeidirektorinnen und -direktoren KKJPD. 2020 trat er nach drei Amtsperioden nicht mehr zur Wiederwahl in den Regierungsrat an. Seither ist er in verschiedenen Mandaten freiberuflich tätig. Früher war er von 1995 bis 2009 Präsident des Aargauischen Gewerkschaftsbundes. 
Er ist verheiratet, hat drei Kinder und wohnt in Aarau.